# L'inafferrabile Rainer
L'inafferrabile Rainer è una miniserie TV francese prodotta dall'emittente televisiva TF1 e da Technisovor nel 1979.
L'edizione italiana ha avuto i dialoghi scritti da Alberto Piferi e la direzione del doppiaggio curata da Emilio Cigoli.

## Trama
La serie narra le peripezie di Rainer (Louis Velle), un truffatore/ladro "buono", affiancato dalla compagna Lorenza (Sabine Azéma).